# Station Jazy
Station Jazy is een spoorwegstation in de Poolse plaats Jazy.